# Indexszám
Az indexszám vagy egyszerűen index a gazdaságban és a pénzügyi szektorban reprezentatív adatok változásának statisztikai mérését szolgálja. Egyszerűen megfogalmazva az indexszámok statisztikai sort jelentenek, számokat, melyek egy bázisra (100%) vonatkoztatva százalékokban térnek el. Indexszámok tetszőleges forrásból képezhetők (árindex, munkanélküliségi index, gazdasági index, termelékenységi index, részvényindex stb.). A különböző gazdasági indexek a gazdasági élet állapotáról adnak jelzéseket, a pénzügyi (tőzsde) indexek a tőzsdei vállalatok teljesítményének a mérőszámai.

## Fajtái
Az egyszerű indexszám egy változó érték relatív változásait írja le.
A kompozit (összetett) indexszám lehetővé teszi, hogy több változó értékéből meghatározott szituációban képezett adathalmazt egy szám segítségével hasonlítsunk valamilyen referenciaszituációhoz. Ilyen például az úgynevezett fogyasztói kosár.

## Története
Indexszámot a 18. században kezdtek számolni:
Angliában William Fleetwood 1707-ben tette fel a kérdést, hogy mennyit érhetett 1700-ban az általa igazgatott kollégium alapításakor adományozott 5 font számolásához 4 alapvető termék (búza, hús, sör, és vászon) árát hasonlította össze. Számításai eredményeképpen arra a következtetésre jutott, hogy az alapítók eredeti 5 fontos adománya 1700-ban 30 fontnak felelt meg.
Franciaországban 1738-ban Dutot hasonlította össze XII. és XV. Lajos francia király éves jövedelmét. Fleetwoodhoz hasonlóan alapvető termékek árát hasonlította össze, de az kiegészítette bérjellegű adatokkal például a napszámosok egy napi bérével.
Joseph Lowe-ot tekintik az első „valódi” index megteremtőjének. 1823-ban „Anglia helyzete” (The present state of England) című művében írt le egy olyan képletet, amit a mai napig is használnak. Az indexeléshez a két vizsgált időpont árait és az első dátum időpontjában mért értéket (vásárlói kosarat) {\displaystyle q_{0}} használta fel képletében.
{\displaystyle P_{L}={\frac {\sum (p_{t}\cdot q_{0})}{\sum (p_{0}\cdot q_{0})}}}.
A 19. században a német statisztikusok, Étienne Laspeyres (1871) és Hermann Paasche (1874) ma is használatos képleteket dolgoztak ki, és elméleti kutatásokat végeztek az indexelés területén.
A 20. században folytatódott az indexelési eljárások elméleti kutatása. Legnagyobb jelentőséggel a finn közgazdász Törnqvist által 1970-es években kidolgozott indexszámítási eljárás bír. Ez, mint mondani szokták kielégíti a common sense requirements-t (a józan ész követelményeit).

## Axiomatikus indexelési eljárások

### Dutot-index
{\displaystyle P_{D}={\frac {{\frac {1}{n}}\cdot \sum (p_{t})}{{\frac {1}{n}}\cdot \sum (p_{0})}}={\frac {\sum (p_{t})}{\sum (p_{0})}}}
Elemi vagy más néven súlyozatlan árindex. Javak homogén csoportjain mért átlagárak hányadosa a t és 0 időperiódusokban. A Dutot-index a csoportok számtani középértékével számol.

### Jevons-index
{\displaystyle P_{J}=\prod \left({\frac {p_{t}}{p_{0}}}\right)^{1/n}}
Elemi vagy más néven súlyozatlan árindex. Javak homogén csoportjain mért átlagárak hányadosa a t és 0 időperiódusokban. A Jevons-index a csoportok mértani középértékével számol.

### Laspeyres-index
{\displaystyle P_{L}={\frac {\sum (p_{t}\cdot q_{0})}{\sum (p_{0}\cdot q_{0})}}}.
Bázisidőszaki súlyozású árindex. A jószágok eredeti mennyiségének az árát {\displaystyle q_{0}} arányosítja az eredeti és az új árral.

### Paasche-index
{\displaystyle P_{P}={\frac {\sum (p_{n}\cdot q_{n})}{\sum (p_{0}\cdot q_{n})}}}
Tárgyidőszaki súlyozású volumenindex. A jószágok új mennyiségének az árát {\displaystyle q_{n}} arányosítja az eredeti és az új árral.

### Fisher-index
{\displaystyle P_{F}={\sqrt {P_{P}\cdot P_{L}}}}.
A Irving Fisher "ideális" árindexe a {\displaystyle P_{P}} and {\displaystyle P_{L}}: mértani közepe, ahol {\displaystyle P_{L}} a Laspeyres-index és {\displaystyle P_{P}} a Paasche-index.

### Törnqvist-index
{\displaystyle {\frac {P_{t}}{P_{t-1}}}=\prod _{i=1}^{n}\left({\frac {p_{it}}{p_{i,t-1}}}\right)^{{\frac {1}{2}}\left[{\frac {p_{i,t-1}q_{i,t-1}}{\sum _{j=1}^{n}\left(p_{j,t-1}q_{j,t-1}\right)}}+{\frac {p_{i,t}q_{i,t}}{\sum _{j=1}^{n}\left(p_{j,t}q_{j,t}\right)}}\right]}}
Mind a két oldal logaritmusát véve kapjuk a következő kényelmesebben számítható logaritmikus formáját a Törnqvist-indexnek:
{\displaystyle ln{\frac {P_{t}}{P_{t-1}}}={\frac {1}{2}}\sum _{i=1}^{n}\left({\frac {p_{i,t-1}q_{i,t-1}}{p_{t-1}q_{t-1}}}+{\frac {p_{i,t}q_{i,t}}{p_{t}q_{t}}}\right)ln\left({\frac {p_{i,t}}{p_{i,t-1}}}\right)}
Az index kiszámítására minden termékre a {\displaystyle (t-1,t)} időszakok i szerint {\displaystyle (i=1,...,n)} indexelt mennyiségeit és árait használjuk. Az i. termék ára {\displaystyle t-1} időpontban {\displaystyle p_{i,t-1}}.
A {\displaystyle q_{i,t}} analóg módon az i. termék t időpontban mért mennyisége.
A Törnqvist-index, két időszak súlyozatlan átlagrészesedéseivel súlyozott mértani átlag. Eredeti formájában a Törnqvist-index szorzatokkal dolgozik, a számítások egyszerűsítése céljából alkalmazzák inkább a logaritmikus formulát. (Matematikailag ez megtehető, mivel a {\displaystyle ln} függvény szigorúan monoton növekvő függvény.)

## Gazdaságossági indexelési eljárások

### Konüs-index
Az az árindexek külön csoportját képezik a megélhetési árindexek. A megélhetési árindex egy adott életnívó megtartásához szükséges javak minimális költségeinek a változását méri. Legjelentősebb a Konüs-index.
{\displaystyle C(u^{t},p^{t})\equiv \min _{q}\left\{\sum _{i=1}^{n}p_{i}^{t}q_{i}:f(q)=u^{t}\equiv f(q^{t})\right\}}
A {\displaystyle t} periódus {\displaystyle n} árura vetített árvektora {\displaystyle p^{t}}. A {\displaystyle C(u,p)} függvény a fogyasztói költségfüggvény.
{\displaystyle P_{K}(p^{0},p^{1},q)={\frac {C(f(q),p^{1})}{C(f(q),p^{0})}}}